# Janusz Szuber

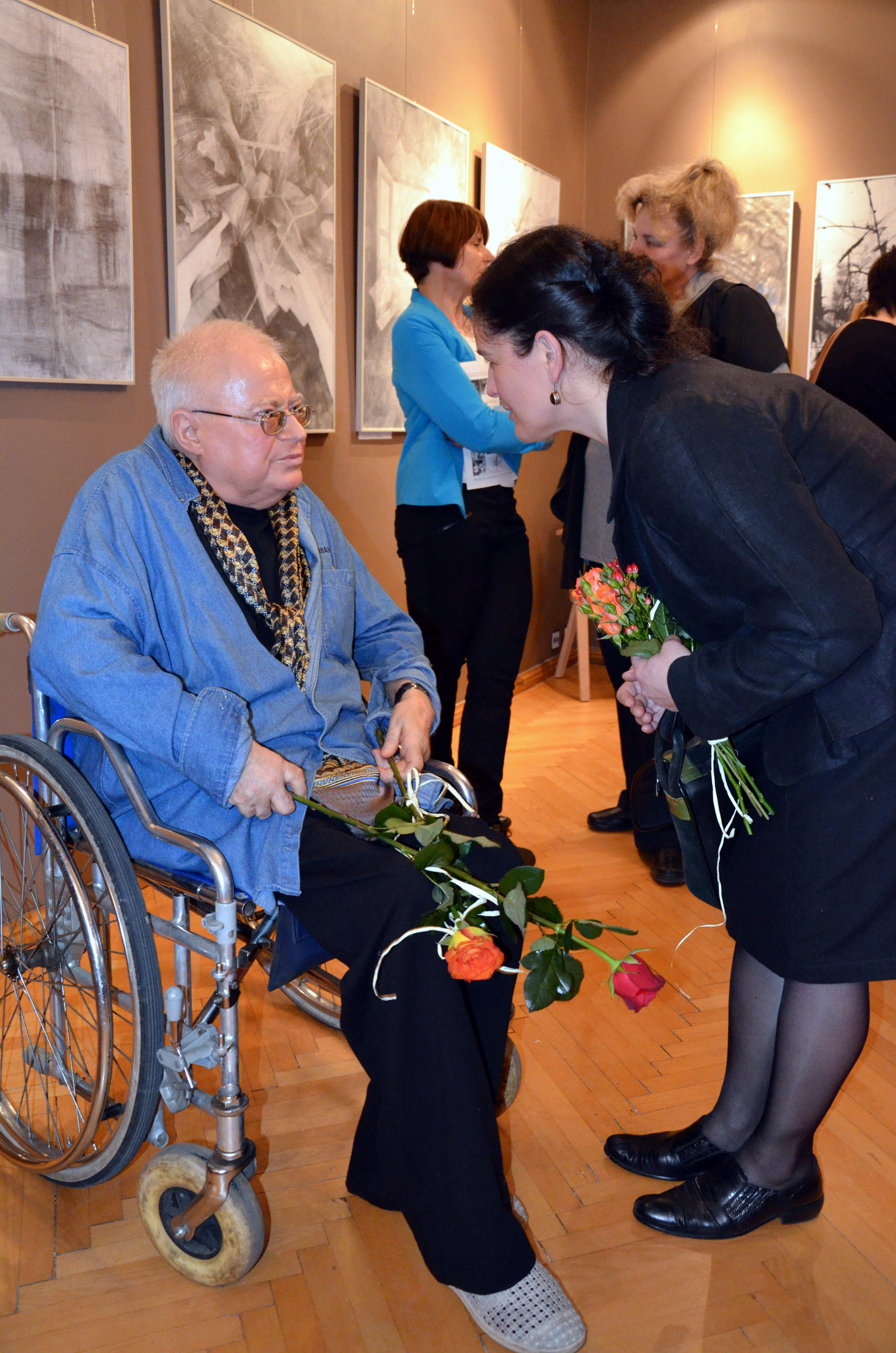
Janusz Szuber (2014). Ausstellung „Von der Poesie von Janusz Szuber inspiriert“

Janusz Szuber (* 10. Dezember 1947 in Sanok; † 1. November 2020) war ein polnischer freier Autor, Lyriker und Dichter.

## Leben
Janusz Szuber war ein Sohn des Fluglehrers Zbigniew Szuber (1918–1996), dessen Familie ursprünglich aus Haczów stammte, einer mittelalterlichen deutschen Siedlung in den Karpaten. Seine Mutter war Ewa, geb. Rogala-Lewicka (1922–1991). Seine beiden älteren Brüder starben im Kindesalter. Bevor Szuber Schriftsteller wurde, studierte er an der Universität Warschau Polonistik. Während des Studiums brach bei ihm eine nicht heilbare Krankheit aus, durch die er seitdem auf einen Rollstuhl angewiesen war.
Ab 1994 war Szuber als freiberuflicher Schriftsteller tätig, zuvor hatte er lange Zeit nur für einen kleinen Freundeskreis geschrieben.
Seine Werke auf dem Feld der Lyrik wurden von Czeslaw Milosz entdeckt. Seine zahlreichen Veröffentlichungen wurden in viele Sprachen übersetzt und mit namhaften Preisen bedacht. Für sein Lebenswerk wurde er mit dem Warschauer „Fundacja-Kultury“-Preis und dem Fundacja-Turzanski-Preis geehrt. Außer Gedichten und Dramen publizierte er literarische Skizzen und Limericks. Szuber war Mitglied des polnischen Schriftstellerverbandes und des P.E.N.-Clubs.
Janusz Szuber lebte in Sanok.

## Werke (Auswahl)
- 7 Gedichte = 7 Wierszy. Stadtbibliothek, Sanok 1999, ISBN 83-909787-2-5. Aus dem Polnischen von Steffen Huber.
- Mojość. Stadtbibliothek, Sanok 2005, ISBN 83-919470-8-4. Zusammen mit seinem Freund Władysław Szulc.[6]
- They carry a promise. Alfred A. Knopf, New York 2009, ISBN 978-0-307-26753-5. Ins Englische übertragen von Ewa Hryniewicz-Yarbrough.
- Esej o niewinności = Essay über die Unschuld. Auswahl und Übersetzung Anna Hanus, Ruth Büttner. Mit einer Einleitung von Adam Zagajewski. Neisse-Verlag, Dresden 2015, ISBN 978-3-86276-151-7.